# 有向集合
在数学中，有向集合（也叫有向预序或过滤集合），是一个具有预序关系（自反及传递之二元关系 ≤）的非空集合 A，而且每一對元素都會有個上界，亦即对于 A 中任意两个元素 a 和 b，存在着 A 中的一个元素 c（不必然不同于 a,b），使得 a ≤ c 和 b ≤ c（有向性）。
有向集合是非空全序集合的廣義化，亦即所有的全序集合都會是有向集合（偏序集合則不一定是有向的，因極大元原故）。在拓撲學裡，有向集合被用來定義網，一種廣義化序列且統合用於數學分析中各式極限的概念。有向集合亦在抽象代數及（更一般的）範疇論中被用來產生有向極限這類的概念。

## 应用
有向集合是非空全序集合的一般化。在拓扑中它们用来定义一般化序列的网，并联合在数学分析中用到的各种极限的概念。

## 例子
有向集合的例子有：
- 带有普通次序 ≤ 的自然数的集合 N 是一个有向集合（也是全序集合）。
- 如果 x0 是实数，我们可以把 R - {x0} 集合变成有向集合，通过写 a ≤ b 当且仅当 |a - x0| ≥ |b - x0|。我们说实数已经被导向了 x0。这不是偏序。
- 如果 T 是一个拓扑空间而 x0 是 T 中的一个点，我们可以把 x0 的所有邻域的集合变成有向集合，通过写 U ≤ V 当且仅当 U 包含 V。
  - 对于所有 U: U ≤ U；因为 U 包含自身。
  - 对于所有 U,V,W：如果 U ≤ V 而 V ≤ W，则 U ≤ W；因为如果 U 包含 V 而 V 包含 W 则 U 包含 W。
  - 对于所有 U, V：存在着集合 U {\displaystyle \cap }V 使得 U ≤ U {\displaystyle \cap }V 并且 V ≤ U {\displaystyle \cap }V；因为 U 和 V 二者都包含 U {\displaystyle \cap }V。
- 在偏序集合 P 中，所有形如 {a| a{\displaystyle \in }P, a ≤x} 的子集都是有向的，这里 x 是 P 的一个固定的元素。

## 对比于半格
有向集合是比（并）半格更弱的（更一般的）概念：所有并半格都是有向集合，两个元素的并就是想要的 c。
但是有向集合不要求极小性：可以有很多其他这样的 c。

## 有向子集
有向集合不需要是反对称的，并且一般不是偏序的。但是这个术语也经常用在偏序集合的上下文中。在这种情况下，偏序集合（P，≤）的子集 A 叫做有向子集，当且仅当
- A 不是空集，
- 对于 A 中任何两个 a 和 b，存在 A 中的一个 c 有着 a ≤ c 和 b ≤ c（有向性），

这里 A 的元素的次序继承自 P。为此，自反性和传递性不需要明确的要求。
有向子集最常用于域理论，这里研究要求有最小上界的那些集合。所以，有向子集提供在偏序情况下一般化的（收敛）序列。